# Krćevac
Krćevac (en serbe cyrillique : Крћевац) est un village de Serbie situé dans la municipalité de Topola, district de Šumadija. Au recensement de 2011, il comptait 617 habitants.

## Démographie

### Évolution historique de la population
| 1948  | 1953  | 1961  | 1971 | 1981 | 1991 | 2002 | 2011 |
| ----- | ----- | ----- | ---- | ---- | ---- | ---- | ---- |
| 1 008 | 1 010 | 1 002 | 902  | 836  | 794  | 775  | 617  |

|  |